# جام باشگاه‌های زنان آسیا ۲۰۲۳
جام باشگاه‌های زنان آسیا ۲۰۲۳ چهارمین دورهٔ جام باشگاه‌های زنان آسیا که توسط کنفدراسیون فوتبال آسیا برگزار می شود. این مسابقات آخرین دوره از مسابقات جام باشگاه‌های زنان آسیا  بود و از سال ۲۰۲۴ این رقابتها بصورت حرفه‌ای و با عنوان لیگ قهرمانان زنان آسیا برگزار  می شود.
تیم اوراوارد دایموندز ژاپن با غلبه بر تیم هیوندای استیل رد انجلز کره جنوبی در فینال مسابقات برای اولین بار قهرمان این دوره از رقابت‌ها شد.

## مرحله گروهی

### گروه A
| تیم                | بازی | برد | مساوی | باخت | زده | خورده | تفاضل | امتیاز |
| ------------------ | ---- | --- | ----- | ---- | --- | ----- | ----- | ------ |
| اوراوا رد دایموندز | ۳    | ۳   | ۰     | ۰    | ۲۰  | ۱     | ۱۹+   | ۹      |
| گوکوالام کرالا     | ۳    | ۱   | ۱     | ۱    | ۵   | ۱۲    | ۷-    | ۴      |
| بانک بانکوک        | ۳    | ۱   | ۰     | ۲    | ۶   | ۱۰    | ۴-    | ۳      |
| هالین              | ۳    | ۰   | ۱     | ۲    | ۱   | ۹     | ۸-    | ۱      |

### گروه B
| تیم                    | بازی | برد | مساوی | باخت | زده | خورده | تفاضل | امتیاز |
| ---------------------- | ---- | --- | ----- | ---- | --- | ----- | ----- | ------ |
| هیوندای استیل رد انجلز | ۳    | ۳   | ۰     | ۰    | ۷   | ۱     | ۶+    | ۹      |
| سیدنی                  | ۳    | ۲   | ۰     | ۱    | ۵   | ۴     | ۱+    | ۶      |
| نسف قارشی              | ۳    | ۰   | ۱     | ۲    | ۳   | ۶     | ۳-    | ۱      |
| خاتون                  | ۳    | ۰   | ۱     | ۲    | ۳   | ۷     | ۴-    | ۱      |

## مرحله فینال
| اوراوارد دایموندز               | ۲–۱ | هیوندای استیل رد انجلز |
| ------------------------------- | --- | ---------------------- |
| - کیکو سیکا ۲۲' - می شیمادا ۲۶' |     | - لی سو-هی ۱۳'         |